# ديفيد ونايت (مغن مؤلف)
ديفيد ونايت (بالإنجليزية: David Knight)‏ هو مغن مؤلف أمريكي، ولد في 24 أكتوبر 1978.

## وصلات خارجية
- الموقع الرسمي